# Jason Colby
Jason Colby (30 marzo 2006) è un saltatore con gli sci statunitense.

## Biografia
Originario di Steamboat Springs e attivo dal dicembre del 2022, Jason Colby ha esordito in Coppa del Mondo il 17 febbraio 2024 a Sapporo (48º); ai Mondiali juniores di Schilpario/Lake Placid 2025 ha vinto la medaglia d'argento nella gara a squadre mista e quella di bronzo nella gara a squadre e ai successivi Mondiali di Trondheim 2025, sua prima presenza iridata, si è classificato 39º nel trampolino lungo e 8º nella gara a squadre. Non ha preso parte a rassegne olimpiche.

## Palmarès

### Mondiali juniores
- 2 medaglie:
  - 1 argento (gara a squadre mista a Schilpario/Lake Placid 2025)
  - 1 bronzo (gara a squadre a Schilpario/Lake Placid 2025)